# Майка обыкновенная
Майка обыкновенная, или майка чёрная (лат. Meloe proscarabaeus), — жук из семейства нарывников (Meloidae). Крылья отсутствуют, надкрылья укорочены, сзади расходятся.

## Описание
Жук чёрного или тёмно-синего окраса с металлическим отливом, с мягким телом без задних крыльев и с редуцированными надкрыльями. Самки с большим, толстым брюшком. Тело неуклюжее, мясистое, у самок с сильно вздутым брюшком, которое лишь частично прикрыто надкрыльями. Длина тела от 15 до 40 мм.
Когда им грозит опасность, выделяют из сочленений тела маслянистую, неприятно пахнущую жидкость, содержащую высоко токсичный яд кантаридин, крайне опасный для домашних животных и человека. Крайне не рекомендуется контактировать с ней.

## Развитие
Жизнь взрослых стадий маек очень коротка. Самцы умирают после спаривания, а самки — лишь только успеют отложить яйца. При кладке самка вырывает предварительно ямочку, приблизительно глубиной 26 мм, и откладывает туда яйца кучкой. Устроив одно гнездо, она принимается за другое, третье, иногда даже четвёртое, так что в общем откладывает от 2 до 10 тыс. яиц.

## Образ жизни
Появляются майки уже в первых числах мая. Личинки выползают через 28—40 дней.  Молодые личинки расселяются на дальние расстояния, забираясь на цветки и прикрепляясь к пчёлам и другим летающим насекомым. Для приманивания этих насекомых группа личинок сама может изображать бутон цветка. Попав в гнездо пчелы, личинка остается там и ведет паразитический образ жизни. 